# Olivier Rouyer
Olivier Rouyer (ur. 1 grudnia 1955 w Nancy) – francuski piłkarz grający na pozycji napastnika. Szczególne sukcesy odnotował w latach siedemdziesiątych i osiemdziesiątych. Był członkiem klubu AS Nancy (ASNL) oraz jednym z reprezentantów Francji podczas XI Mistrzostw Świata w Piłce Nożnej w Argentynie w 1978 roku. Trenował ASNL od marca do lipca 1999 roku.
Rouyer ujawnił swoją homoseksualną orientację po zakończeniu kariery piłkarskiej.